# الجيش العراقي الحر
الجيش العراقي الحر هي منظمة مسلحة شُكلت في محافظتي الأنبار والموصل غرب العراق شكلت على غرار الجيش السوري الحر.
تشير مصادر إلى أن مؤسسها هو طه الدليمي ومجموعة ممن بقي من حزب البعث المحظور في العراق وهم مانع رشيد وطالع الدوري ومزهر مطني الذين كشف عن اسمائهم عضو ائتلاف دولة القانون سعد المطلبي مؤكداً انهم يتواجدون في أربيل شمال العراق وقال ان هذا التشكيل مدعوم من تركيا وبعض دول الخليج بينها قطر  وجاء في بيان للمنظمة أن الهدف من وراء تأسيسه هو دعم نظيره السوري وصد «الاحتلال الإيراني للعراق»، بحسب تعبير المنظمة.

## ردود الفعل حول تشكيله
تباينت ردود الفعل في الأوساط العراقية حول تشكيل هذا التنظيم
- نفت كتلة الأحرار النيابية التابعة للتيار الصدري وجود هذا التنظيم وتنفيذه أي عملية مسلحة للقضاء علي الجيش والشرطة واصفةً أن الأمر مجرد اكذوبة أطلقها الحزب الحاكم على حد وصفهم.[10]
- على خلفية الاخبار المتواردة حول تشكيل هذا التنظيم فقد اصدرت المرجعية الشيعية في النجف فتوى بتحريم بيع السلاح إلى أيٍ كان.[7]
- وصف محافظ نينوى السابق أثيل النجيفي إعلان تشكيل الجيش العراقي الحر بأنه ليس أكثر من كذبة.[11]

## وصلات خارجية
- موقع الجيش العراقي الحر
- الجيش العراقي الحر  على فيسبوك.